# Артур Ячевски
Артур Артурович Ячевски е руски ботаник, миколог и фитопатолог, член-кореспондент на Академията на науките на СССР (1923).
Работи върху гъбните и бактериалните болести по растенията, фитотоксикологията, фунгицидите и др.
Един от създателите на растителната защита на СССР.